# Saison 2008 du Tour européen PGA

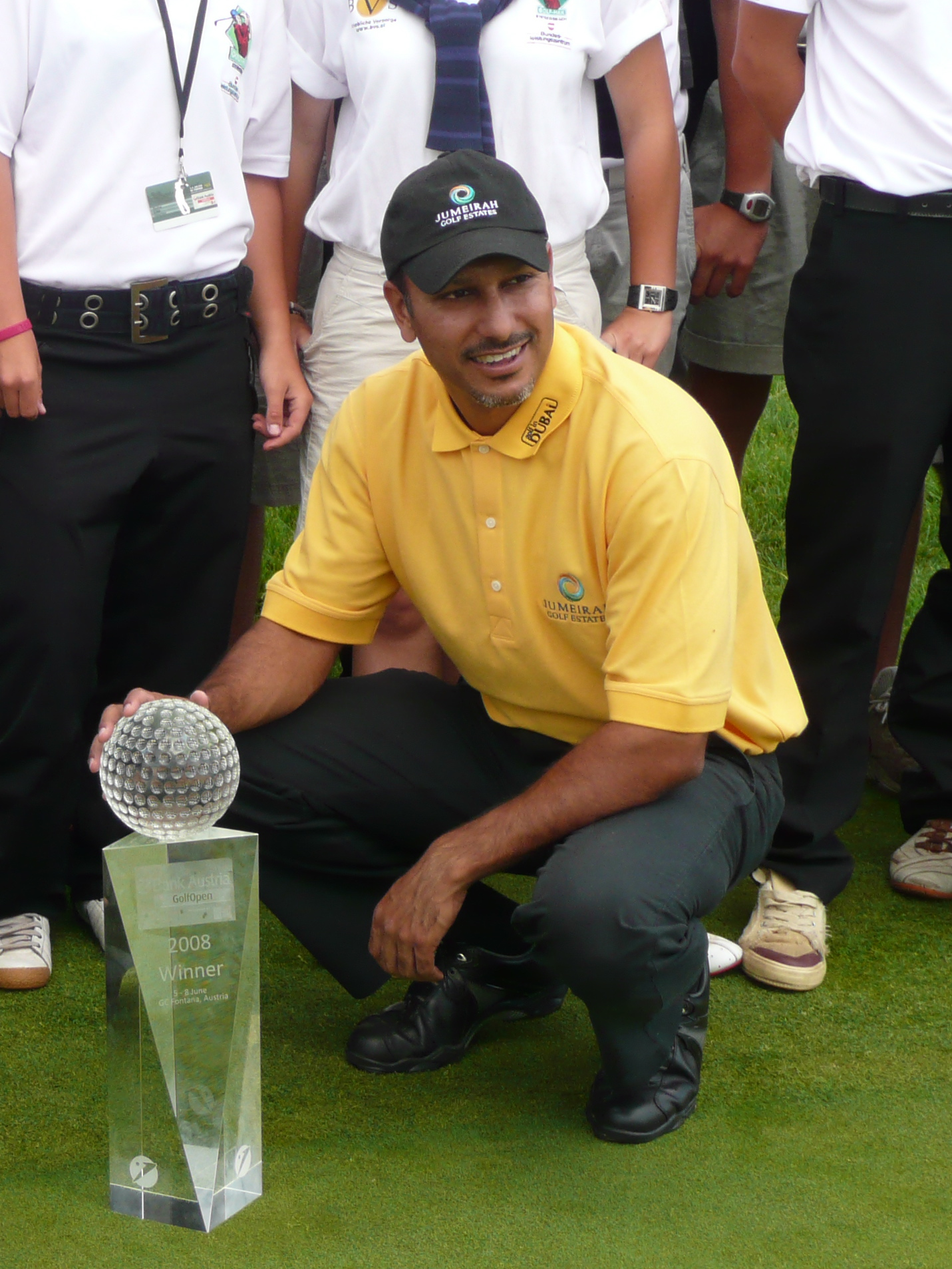
Le gagnant Jeev Milkha Singh reçoit son trophée pour avoir remporté le Bank Austria GolfOpen 2008 présenté par Telekom Austria (European Tour) au Golfclub Fontana.

La saison 2008 du Circuit Européen de golf s'est tenue sur 52 semaines et avait débuté fin 2008. Cette saison est la 37e du circuit européen.
Lors de cette saison, 50 tournois figurent au calendrier. Comme les années précédentes, les  quatre tournois constituant le Grand Chelem,  et les trois tournois du  World Golf Championships figurent parmi ses 50 tournois.
Cette édition a vu l'apparition de quatre nouveaux tournois, Emaar-MGF Indian Masters en Inde, le Ballantine's Championship en Corée du Sud, les Madrid Masters et Castelló Masters Costa Azahar en Espagne.
C'est finalement le Suédois Robert Karlsson qui remporte le classement de l'Ordre du Mérite. La décision ne s'est faite que lors du dernier tournoi de la saison, le Volvo Masters en Espagne.

## Calendrier
| Date             | Tournoi                                   | Lieu                | Vainqueur                 | points pour le World Golf Ranking   | Notes                                                                           |
| ---------------- | ----------------------------------------- | ------------------- | ------------------------- | ----------------------------------- | ------------------------------------------------------------------------------- |
| 8-11 nov.        | HSBC Champions                            | Chine               | Phil Mickelson            | 52                                  | fait partie également de trois autres circuits                                  |
| 15-18 nov.       | UBS Hong Kong Open                        | Chine               | Miguel Ángel Jiménez      | 36                                  | fait partie également du Asian Tour                                             |
| 22-25 nov.       | Masters d'Australie                       | Australie           | Aaron Baddeley            | 24                                  | fait partie également du PGA Tour of Australasia                                |
| 29 nov.-2 déc.   | Open de Nouvelle-Zélande                  | Nouvelle-Zélande    | Richard Finch             | 20                                  | fait partie également du PGA Tour of Australasia                                |
| 6-9 déc.         | Alfred Dunhill Championship               | Afrique du Sud      | John Bickerton            | 22                                  | fait partie également du Sunshine Tour                                          |
| 13-16 déc.       | Open d'Afrique du Sud                     | Afrique du Sud      | James Kingston            | 32                                  | fait partie également du Sunshine Tour                                          |
| 10-13 janv.      | Joburg Open                               | Afrique du Sud      | Richard Sterne            | 20                                  | fait partie également du Sunshine Tour                                          |
| 17-20 janv.      | Abu Dhabi Golf Championship               | Émirats arabes unis | Martin Kaymer             | 44                                  |                                                                                 |
| 24-27 janv.      | Qatar Masters                             | Qatar               | Adam Scott                | 46                                  |                                                                                 |
| 31 janv.-3 févr. | Dubai Desert Classic                      | Émirats arabes unis | Tiger Woods               | 50                                  |                                                                                 |
| 7-10 févr.       | Indian Masters                            | Inde                | S S P Chowrasia           | 26                                  | fait partie également du Asian Tour                                             |
| 14-17 févr.      | Enjoy Jakarta Astro Indonesia Open        | Indonésie           | Felipe Aguilar            | 20                                  | fait partie également du Asian Tour                                             |
| 20-24 févr.      | Accenture Match Play Championship         | États-Unis          | Tiger Woods               | 76                                  | World Golf Championships                                                        |
| 28 févr.-2 mar.  | Johnnie Walker Classic                    | Inde                | Mark Brown                | 38                                  | fait partie également des Asian Tour et PGA Tour of Australasia                 |
| 6-9 mar.         | Open de Malaisie                          | Malaisie            | 24                        | fait partie également du Asian Tour | Arjun Atwal                                                                     |
| 13-16 mar.       | Ballantine's Championship                 | Corée du Sud        | Graeme McDowell           | 28                                  | fait partie également du Asian Tour                                             |
| 20-23 mar.       | WGC-CA Championship                       | États-Unis          | Geoff Ogilvy              | 76                                  | World Golf Championships                                                        |
| 20-23 mar.       | Madeira Island Open                       | Portugal            | Alastair Forsyth          | 24                                  | Tournoi disputé la même date que le CA Championship                             |
| 27-30 mar.       | Open d'Andalousie                         | Espagne             | Thomas Levet              | 24                                  |                                                                                 |
| 3-6 avr.         | Open du Portugal                          | Portugal            | Grégory Bourdy            | 24                                  |                                                                                 |
| 10-13 avr.       | The Masters                               | États-Unis          | Trevor Immelman           | 100                                 | Tournoi du grand chelem                                                         |
| 17-20 avr.       | Open de Chine                             | Chine               | Damien McGrane            | 20                                  | fait partie également du Asian Tour                                             |
| 24-27 avr.       | BMW Asian Open                            | Chine               | Darren Clarke             | 32                                  | fait partie également du Asian Tour                                             |
| 1er-4 mai        | Open d'Espagne                            | Espagne             | Peter Lawrie              | 24                                  |                                                                                 |
| 8-11 mai         | Open d'Italie                             | Italie              | Hennie Otto               | 24                                  |                                                                                 |
| 15-18 mai        | Open d'Irlande                            | Irlande             | Richard Finch             | 28                                  |                                                                                 |
| 22-25 mai        | BMW PGA Championship                      | Angleterre          | Miguel Ángel Jiménez      | 64                                  |                                                                                 |
| 29 mai-1er juin  | Celtic Manor Wales Open                   | Pays de Galles      | Scott Strange             | 36                                  |                                                                                 |
| 5-8 juin         | Open d'Autriche                           | Autriche            | Jeev Milkha Singh         | 24                                  |                                                                                 |
| 12-15 juin       | US Open                                   | États-Unis          | Tiger Woods               | 100                                 | Tournoi du grand chelem                                                         |
| 12-15 juin       | Open de Saint-Omer                        | France              | David Dixon               | 18                                  | Tournoi disputé la même date que l'US Open. Fait partie aussi du Challenge Tour |
| 19-22 juin       | BMW International Open                    | Allemagne           | Martin Kaymer             | 30                                  |                                                                                 |
| 26-29 juin       | Open de France                            | France              | Pablo Larrazabal          | 38                                  |                                                                                 |
| 3-6 juil.        | Open européen                             | TBA                 | Ross Fisher               | 40                                  |                                                                                 |
| 10-13 juil.      | Open d'Écosse                             | Écosse              | Graeme McDowell           | 50                                  |                                                                                 |
| 17-20 juil.      | Open Britannique                          | Royaume-Uni         | Pádraig Harrington        | 100                                 | Tournoi du grand chelem                                                         |
| 24-27 juil.      | Inteco Russian Open                       | Russie              | Mikael Lundberg           | 24                                  |                                                                                 |
| 31 juil.-3 aoôt  | WGC-Bridgestone Invitational              | Suède               | Vijay Singh               | 74                                  | World Golf Championships                                                        |
| 7-10 aoôt        | PGA Championship                          | États-Unis          | Pádraig Harrington        | 100                                 | Tournoi du grand chelem                                                         |
| 14-17 aoôt       | Masters de Scandinavie                    | Suède               | Peter Hanson              | 24                                  |                                                                                 |
| 21-24 aoôt       | KLM Open                                  | Pays-Bas            | Darren Clarke             | 30                                  |                                                                                 |
| 28-31 aoôt       | Johnnie Walker Championship at Gleneagles | Écosse              | Grégory Havret            | 32                                  |                                                                                 |
| 4-7 sep.         | Omega European Masters                    | Suisse              | Jean-François Lucquin     | 24                                  |                                                                                 |
| 11-14 sep.       | Mercedes-Benz Championship                | Allemagne           | Robert Karlsson           | 34                                  |                                                                                 |
| 19-21 sep.       | Ryder Cup                                 | États-Unis          | États-Unis                |                                     | Compétition par équipe: Europe contre États-Unis                                |
| 25-28 sep        | Quinn Insurance British Masters           | Angleterre          | Gonzalo Fernández-Castaño | 30                                  |                                                                                 |
| 2-5 oct.         | Alfred Dunhill Links Championship         | Écosse              | Robert Karlsson           | 50                                  | Présence également d'un tournoi pro-am                                          |
| 9-12 oct.        | Madrid Masters                            | Espagne             | Charl Schwartzel          | 24                                  |                                                                                 |
| 16-19 oct.       | Masters du Portugal                       | Portugal            | Álvaro Quirós             | 38                                  |                                                                                 |
| 23-26 oct.       | Castelló Masters Costa Azahar             | Espagne             | Sergio García             | 38                                  |                                                                                 |
| 30 oct.-2 nov.   | Volvo Masters                             | Espagne             | Søren Kjeldsen            | 50                                  |                                                                                 |

## Ordre du Mérite
| Position | Joueur               | Nation          | Gains (€) |
| -------- | -------------------- | --------------- | --------- |
| 1er      | Robert Karlsson      | Suède           | 2 732 748 |
| 2e       | Pádraig Harrington   | Irlande         | 2 459 109 |
| 3e       | Lee Westwood         | Angleterre      | 2 424 642 |
| 4e       | Miguel Ángel Jiménez | Espagne         | 2 066 596 |
| 5e       | Graeme McDowell      | Irlande du Nord | 1 859 346 |
| 6e       | Ross Fisher          | Angleterre      | 1 836 530 |
| 7e       | Henrik Stenson       | Suède           | 1 798 617 |
| 8e       | Martin Kaymer        | Allemagne       | 1 794 500 |
| 9e       | Sergio García        | Espagne         | 1 591 917 |
| 10e      | Søren Kjeldsen       | Danemark        | 1 440 979 |

Classement établi après le Volvo Masters, dernier tournoi de la saison